# Xanthomorda
Xanthomorda là một chi bọ cánh cứng trong họ Mordellidae.
Chi này được miêu tả khoa học năm 1968 bởi Ermisch.

## Các loài
Chi này gồm các loài:
- Xanthomorda aequalis Batten, 1990
- Xanthomorda cooteri Batten, 1990
- Xanthomorda elegantissima Batten, 1990
- Xanthomorda garambaensis Ermisch, 1969
- Xanthomorda guineensis Ermisch, 1969
- Xanthomorda paarlbergi Batten, 1990
- Xanthomorda papuanica Batten, 1990
- Xanthomorda plazae Batten, 1990